# Christian Sahli
Christian Sahli (* 6. März 1825 in Ortschwaben (Gemeinde Meikirch); † 27. März 1897 in Bern) war ein Schweizer Politiker. Von 1858 bis 1863 gehörte er dem Nationalrat an, danach dreimal dem Ständerat (1866/67 und 1880/81 als Ständeratspräsident). Ebenso war er Regierungsrat des Kantons Bern.

## Biografie
Der Sohn eines Schuhmachers studierte von 1843 bis 1849 Recht an der Universität Bern, obwohl er keine gymnasiale Bildung erhalten hatte (was damals noch möglich war). Von 1852 bis 1856 amtierte Sahli als Bezirksprokurator. Er besass ein renommiertes Advokaturbüro in Bern und wurde vor allem als erfolgreicher Verteidiger radikalliberaler Politiker bekannt, die aufgrund der damaligen einschränkenden Pressegesetze angeklagt worden waren.
Sahli war ein Anhänger von Jakob Stämpfli und führte die Freisinnigen in der damals konservativen Stadt Bern an. Er kandidierte im Januar 1858 mit Erfolg bei einer Nachwahl im Wahlkreis Seeland und zog in den Nationalrat ein. Im selben Jahre wurde er in den Regierungsrat des Kantons Bern gewählt und setzte sich in diesem Amt für das Armenpolizeigesetz und das Entsumpfungsgesetz ein. 1861 musste er wegen des Finanzskandals um die Schweizerische Ostwestbahn zurücktreten, Nationalrat blieb er bis 1863. In den Jahren 1864 bis 1866, 1868 bis 1874 und 1879 bis 1885 vertrat Sahli den Kanton Bern im Ständerat, den er 1866/67 und 1880/81 präsidierte. Ebenso sass er von 1869 bis 1896 (mit Unterbrechungen) im Grossen Rat.